# Nikola Vučković
Nikola Vučković (Metković, 5. siječnja 1956. – Široki Brijeg, 14. lipnja 2020.) bio je hrvatski akademski kipar, slikar, ilustrator i dizajner.

## Životopis
Školu primijenjenih umjetnosti završio je u Splitu, a diplomirao je kiparstvo na Akademiji likovnih umjetnosti u Sarajevu 1980. u klasi prof. Alije Kučukalića. Bio je član HULU-a Split i ULUBiH-a.
Izradio je brojne spomenike i skulpture za javne prostore u Hrvatskoj i BiH. Autor je spomenika žrtvama Domovinskog rata Dubrovačko-neretvanske županije u Bistrini kod Slanog, te spomenika žrtvama Drugoga svjetskoga rata župe Hrasno. Autor je grba i zastave grada Metkovića, kao i štita kneza Domagoja koji se dodjeljuje pobjednicima Maratona lađa. U skulpturi i reljefu u materijalu gipsu, gazi i žici obrađivao je temu Kristove muke. 
Izlagao je na mnogim samostalnim i skupnim izložbama u Hrvatskoj, BiH, Sloveniji i Maleziji. Živio je u Metkoviću i u Širokom Brijegu gdje je radio kao redovni profesor kiparstva i kiparske tehnologije na Akademiji likovnih umjetnosti Sveučilišta u Mostaru te gostujući profesor kiparstva na Akademiji likovnih umjetnosti u Sarajevu.

## Nagrade i priznanja
- Nagrada Opuzenskog salona (1986.)
- Prva nagrada za crtež na Analu crteža BiH Grand-Prix Mostara (2005.)
- Nagrada za skulpturu Križni put na izložbi Pasionske baštine u muzeju Mimara u Zagrebu (2005.)
- Prva nagrada za rješenje spomenika Domovinskog rata Dubrovačko-neretvanske županije (2005.)
- Nagrada grada Metkovića za životno djelo (postumno, 2021.)

## Galerija
- Spomenik poginulim braniteljima Domovinskog rata na Južnom bojištu, lokalitet Vjetreni mlin kod mjesta Ošlje
- Spomen stećak postavljen 1995. na želj. kolodvoru u Metkoviću u povodu 110. obljetnice puštanja u promet pruge Metković – Mostar
- Spomenik žrtvama II. svjetskog rata župe Hrasno u Svetištu Kraljice mira u Hrasnu

## Vanjske poveznice
- Nikola Vučković na stranicama grada Metkovića
- Nikola Vučković na stranicama HULU Split